# Образуване на българската народност
 Тази статия е за историческия процес.  За книгата вижте Образуване на българската народност (Димитър Ангелов).  
 Тази статия е за Произхода на българите.  За произхода на прабългарите вижте Произход на прабългарите.  
Според най-разпространената теория българската народност се формира основно в резултат на сливането на три отделни племенни групи на Балканския полуостров в периода VI – X век – траки, славяни и прабългари. На практика етногенезисът на днешните българи е по-комплексен. През VI – VII век част от славяните заселва Източните Балкани – Мизия, Тракия и Македония, където се смесва със завареното византийско население, съставено предимно от елинизирани и романизирани траки, пеони, гети, келти, римски и гръцки колонисти и други предславянски народи. Втората фаза в образуването на етническия облик на съвременния български народ започва с образуването на Дунавска България от Аспаруховите прабългари и заселването на Куберовите прабългари в дн. Северна Македония през VII век. Тя се утвърждава след приемането на християнството за единна религия и на славянския език за официален в страната през IX век. През X век на Балканите се утвърждава и етнонимът българи, като в следващото половин хилядолетие към етногенезата на българите допринасят власи, арбанаси, саси, византийци, кумани, печенеги и други европейски и азиатски народи, живеещи или заселили се по българските земи.

## Същност
Следва да се отбележи, че народността не е биологична, а историческа категория, и обстоятелството, че в антропологията на даден народ имат отражение различни, някои вече окончателно изчезнали от историческата сцена племенни групи и народи, не означава, че този народ няма хомогенен облик, че не представлява една общност. Важно е при характеристиката на дадена народност да се обръща внимание не толкова на антропологичните особености и различия, които издават сложния процес на нейното създаване от биологична гледна точка, а да се обръща внимание главно на културно-историческите явления и особености, които я представят като едно завършено цяло. В този смисъл българската народност е славянска по своя език, източноправославна по своята духовна култура, и балканска по своя бит.

## Политизиране
Може би най-сериозният проблем, свързан с изучаването на етногенезиса на българите, е политизирането му през годините.
- При формирането на българската национална идеология в средата на XIX век повечето автори, изхождайки от славянския характер на българския език, разглеждат произхода на българите като чисто славянски, търсейки с това както разграничение от гърците, доминиращи в тогавашния културен живот на православните в Османската империя, така и легитимация чрез връзките с Русия и централноевропейските славянски народи. Тази теория обикновено е свързвана с възгледа, че славяните са автохтонно население на Балканите, пряко произлизащо от траките и илирите.[2]
- С професионализацията на историографията след Освобождението започва да се взема под внимание и ролята на прабългарите, първоначално като специфичен за българите примес към доминиращия славянски субстрат. През този период, въз основа на историческите данни, е отхвърлена и идеята за автохтонността на славяните.[3]
- През Междувоенния период и особено в годините на Втората световна война в страната се засилват антикомунистическите и антируски тенденции, успоредно с което започва да се отдава все по-голямо значение на ролята на прабългарите, за сметка на славяните, в етногенезиса на българите, особено в културно-антропологичен план.[4] Много български историци започват да налагат идеята за „несъществената роля“ на славянския елемент при формирането на българската народност. Подчертава се значението единствено на прабългарския компонент и се изтъква близостта му с хуни и угро-фини.
- След Втората световна война нещата се преобръщат – в страната се установява тоталитарен режим, сателитен на Съветския съюз (доминиран от Русия). Българите се приемат за славянски народ, а тюркският прабългарски примес се определя като нищожен, като ролята на славяните за формирането на българската държава е силно надценена.[4]
- Със засилването на национализма на режима през 60-те години ролята на прабългарите в етногенезиса е до голяма степен реабилитирана. Същевременно започва да се развива тракологията, като постепенно започва да се отдава осезаемо значение и на този етногенетичен компонент, който започва да балансира останалите два. Той дава възможност на режима да търси местна специфика на етногенезиса, без да разчита само на прабългарите, които се свързват с явно антируски настроения от Междувоенния период.[5]
- С възприемане на евроцентричната доктрина в България и приемането на страната за член на ЕС и особено след отдалечаването ѝ от Русия, от началото на ХХІ век интересът към славяните угасва. Като политическа инерция от Възродителния процес, започва отричане на тюркските корени на прабългарите. Така в изследванията на редица учени те вече биват изяснявани като арийци, които доминират числено над славяните в ранносредновековна България.[6][7] В този контекст славянската компонента отново изцяло се пренебрегва за сметка на прабългарската, която е необосновано преувеличена. Интересът към траките и ролята им в българския етногенезис също започва да намалява.
- Независимо от посочените по-горе проблеми, поради сложните политически отношения на Балканите, ролята в българския етногенезис на някои местни племена и народи, с които се асоциират съседни на България държави, като елини, илири, гети, македони, византийци, албанци и власи, традиционно се премълчава.

## Предистория и етногенетични съставки

### Предистория
Преди Римската империя да стъпи на Балканите, многобройни индоевропейски племена вече са били изтласкали и асимилирали потомците на неолитните земеделци от медно-каменната епоха, т.нар. пеласги. От IV в. пр.н.е. със завоеванията на Александър Велики земите на траките влизат в състава на елинистическата му империя. Войните на диадохите и епигоните довеждат на Балканите огромен брой чуждестранни наемници (и извеждат доста траки като наемници в далечни страни). Римската власт до голяма степен хомогонизира етническата и езикова разпокъсаност, като в крайна сметка се утвърждават два основни езика: латински на север и на запад, и старогръцки на юг. На Балканите се заселват и много колонисти от останалите римски провинции. Остатъци от по-старото местно население като траките, се запазват само в планински долини, като запазват пастирския си патриархален бит. В Римската империя за пръв път се заражда идеята за връзка между държава и поданство. През 212 г. император Каракала дарява на всички свободни жители на империята римско поданство и те започват да се наричат римляни. В късноантичната епоха се явява и нов етногенетичен компонент: религията. Ромеите, при цялото си езиково многообразие, се конституират като отделна етническа общност благодарение на християнската религия. През III и IV век на Балканския полуостров започват да нахлуват от север нови варварски племена. В края на IV век готите, подгонени от хуните, започват да се заселват като федерати. Десният бряг на Дунав започва да се нарича готски бряг. Интервалът между V – VIII век е ключов за балканския етногенезис като цяло. Следва да се отбележи, че от средата на V в. силно влияние по нашите земите имат гръцкият език и елинистическата култура, независимо от факта, че на Балканите има и голяма част романизирано (латиноезично) население. По-късно през VI в. гръцкия език е обявен наравно с латинския за официален език на Империята. В продължение на век се запазва официалният билингвизъм, след което през VII век латинският език отпада и гръцкият остава единствен официален език. Същевременно славянската експанзия по това време внася значителни етно-лингвистични промени на Балканите. През VI век започват нашествията на авари и славяни. През VII век на сцената излизат и прабългарите. Със своята силна военна организация и държавност те променят облика на Балканите. След Византия българите за пръв път създават многонационална империя тук. Като следват римския модел за връзка между държава и поданство, постепенно всички етнически елементи в българската държава започват да се наричат българи.

### Етногенетични съставки

#### Траките
Траките са индоевропейски народ, автохтонното население на българските земи в древността, засведетелствани в писмени и археологически извори поне от средата на II хил. пр.н.е. Територията на страната ни е населена в античността, освен от траки, и от други близки до тях народи като гети и пеонци. След завладяването на днешните български земи от Римската империя в първите години от н.е., по тях се заселват колонисти от различни краища на империята, вкл. от Северна Африка, Близкия Изток и Южна Европа, които се смесват с местните жители. Впоследствие многократните варварски нашествия през късната Античност и Ранното Средновековие, съпровождани с процеси на християнизация, романизация, елинизация и славянизация, довеждат до постепенно отмиране на езика и културата на местното население. След нахлуване на славянските племена през VI век тракийският етнос окончателно изчезва от историческата сцена. Тогава започва постепенно вторично асимилиране чрез славянизиране на потомците на траките по нашите земи. Народообразуващият принос на коренното население на Балканите – траките и други предславянски народи, е до голяма степен омаловажаван неоснователно и до днес. Все пак в книгата си Образуване на българската народност проф. Димитър Ангелов признава голямото значение на тракийския етнообразуващ компонент. Авторът приема, че по-многобройните славяни успели да асимилират заварените траки, но въпреки това, поради доминантния тъмно пигментиращ ген на средиземноморския антропологичен тип, тракийският облик се наложил сред българското население и изместил славянския. Така това византийско население по нашите земи, съставено предимно от потомци на траки и други антични народи, влиза като основна съставна част в българската народност, а генетичният им принос в българския етнос е доказан научно. Около 55% от генетичните компоненти у днешните българи са предимно източносредиземноморски. Те са основно гръцко, кипърско и левантинско подобни. Този феномен се обяснява с езиковата асимилация от страна на средновековните славянски заселници на завареното балканско население. Той е сходен с преобладаващия средиземноморски антропологически тип на съвременните българи. Траките допринасят към характеристиките на българската народност предимно с традиционните си обичаи, занаяти и вярвания.

#### Славяните
Славяните принадлежат към индоевропейската културно-езикова група. Предполага се, че първоначалната територия, която обитават, е северно от Карпатите. Към края на V и началото на VI век се разселват на огромни територии в източна Централна Европа, Източна Европа и Балканите, формирайки три големи групи – съответно западни славяни, източни славяни и южни славяни. Източният клон на южните славяни става един от образуващите фактори на българския народ. Първото отбелязано в историята славянско нападение през Дунав през 519 г. е извършено от антите по време на император Юстин I (518 – 527 г.) Теофилакт Симоката в началото на VII век нарича земите, населени от тези славяни, Склавиния, според византийското название на първите от тези славяни – склавини. Заселването на славяните на Балканския полуостров е осветлено добре от местните топоними и хидроними. Показателен в това отношение е хидронимът Бистрица като наименование на по-големите реки. Този хидроним ясно очертава границите на запазения византийски елемент след преселението на народите. В източния дял на Балканския полуостров – на изток от линията, свързваща реките Искър, Марица, Въча и Места, този хидроним не е познат. Останалата част от Балканския полуостров – западната и централната, ако съдим по разпространението на хидронима, славяните при своето заселване намерили слабо заселена и затова славянското наименование Бистрица носят почти всички по-големи реки. Източната част на Балканския полуостров също била заселена от славяните, но по-късно. Значително по-малък бил броят на проникналите тук славянски племена, затова те не наложили, а усвоили местните топоними и хидроними. На Балканите голямата част от заселилите се славяни започнали да се смесват постепенно с местното византийско население. Въпреки че българите са част от славянската етно-лингвистична група, те, както и повечето други южни славяни, се характеризират с преобладаващ генетичен субстрат, който е различен от този на западните и източните славяни. Според автозомен Световен атлас на генетичните смешения от 2014 г., при българите около 40% от генетичния материал условно може да се свърже с миграцията на балто-славяните. Периода на примесването на този компонент в местното население се определя от 500 – 950 г. От данните се установява, че от този примес 46% е подобен на този, преобладаващ у беларусите, 23% на този у литовците и 19% на този у поляците.

#### Прабългарите
Прабългарите се преселват през IV век от Централна Азия в земите северно от Кавказ и около бреговете на река Волга (тогава Итил). Езиково-етническата принадлежност на тези прабългари е била вероятно тюркска с ирански и други етно-лингвистични примеси. През IV – V век прабългарите – макар и като обособена общност – са съставна част от Хунската империя, а след смъртта на Атила през 453 г. и разпадането на империята се изтеглят северно от Черно море, в земите на днешна Украйна. По-късно, в началото на VII век, обединени от Кубрат, те образуват държавата Велика България. След нейното разпадане в края на същото столетие част от тях, водени от кан Аспарух, се заселват във византийската област Малка Скития, откъдето впоследствие отново формират държава, станала предшественик на днешна България. Прабългарите, които са сравнително малобройни, се заселват предимно в триъгълника между днешните градове Плиска, Преслав и Варна. На юг от линията Русе – Преслав – Варна липсват следи от прабългарски некрополи и селища. Това заселване на войнствени варвари, предизвикало изтеглянето на юг от днешна Добруджа на голяма част от местното романизирано и гърцизирано население. Споменът за неговото преселение е стигнал до нас в апокрифния летопис на пророк Исай от ХI в.: "Аз чух глас, който ми рече: „Исае, иди на запад от най-горните земи на Рим и вземи третата част от куманите, наречени българи, и засели земята Карвунска, която опразниха римляните и елините.“ Според цитирания автозомен атлас на генетичните смешения българите са носители на 2% централнооазиатска ДНК, привнесена от районите на Монголия и Южен Сибир през IX век, което вероятно кореспондира с претопяването на прабългарите в завареното население. Присъствието на тези източноазиатски компоненти в Източна Европа е преценено като последица на преселението на малки групи азиатски номади през Средновековието. Аспаруховите прабългари допринасят за създаването на българската народност с военното и държавническото си изкуство и със стопанските си познания.

## Създаване, утвърждаване и упадък

### Отношения между преселеното и завареното население
Естеството на отношенията между прабългарите и заварените в териториите на Балканите народи, и по-специално със славяните, е предмет на множество спекулации. На първо място, по това време Балканите не са били населявани само от славянски племена. Тук живеели немалко потомци на готи, келти, римски и гръцки колонисти и други предславянски народи. По склоновете на планините обитавали пастири-траки, част от които били дори непокръстени. В градските центрове обитавали остатъци от византийско население, съставено предимно от романизирани, елинизирани и християнизирани наследници на претопени вече местни траки, гети и илири. Не би могло да се говори за съюз между прабългари и славяни на равноправна основа, каквато е официалната историческа теза много години. Най-вероятното е, че срещу подчинението им и плащането на данъци българският кан е позволил вътрешното самоуправление на завареното население, като го защитавал от външни нападения. Първоначално славяните не са били включвани в българската армия, а самоуправлението им най-вероятно е отнето при административната реформа на хан Крум. Има множество сведения за опити на засилване на властта на прабългарите върху славяните и за масови насилствени преселения на славяни във Византия. Най-значимите са отбелязани именно в средата на VIII век и при управлението на Омуртаг. Славяните обаче са значително по-многобройни от прабългарите. От друга страна, ромейското и славянското население непрекъснато увеличава дела си с приобщаването на нови територии към България. Това, че много византийци са живели на територия, подвластна на българските владетели, е добре известно. Това били както военнопленници, така и цивилно население, заварено в новозавладените територии. Друга категория византийци в България са били свещенослужителите, които въвели християнството. Последната категория е тази на византийците, които избират да живеят в България, като се заселват в нея. Повечето от тях са търговци. Също така междуособиците между прабългарите около покръстването, както и масовите кланета на боляри и семействата им от варяго-русите при завладяването на североизточна България през X в. вероятно допълнително редуцират и без това ограничения им брой. Това довежда до постепенното им претопяване в периода VII – X век.

### Утвърждаване на българската народност
През IX век маджарите претърпяват поражение от българи и печенеги и се насочват към Среднодунавската низина. След успешния българо-печенежки поход срещу унгарците, заселилите се през IX век из влашката равнина печенежки номади постепенно се смесват с местното уседнало население, като междувременно участват в редица походи на юг от Дунава. Някои учени установяват печенежки принос във формирането на такива етнографски групи като шопите или гагаузите. През 756 г. император Константин V преселил ромейски колонисти от Мала Азия, като почнал да възстановява някои от крепостите в ничията до този момент територия в Горнотракийската равнина. С това започнал един период, през който ромеите се стремели да възстановят властта си в цяла Тракия, т.е. навсякъде плътно покрай южната българска граница, а българите да попречат на този процес. Поради липса на оцеляло местно население, ромейската реконкиста била съпроводена с преселване на население, и въпреки българското противодействие, Византия постепенно успяла да възстанови властта си, като през 784 г. достигнала Филипопол, а през 809 г. и Сердика. След това империята и повечето от колонистите били отблъснати. След покръстването и приемането на славянския език за официален титлата кан се заменя с княз, а след това с цар. Така през X век от останките от прабългари, славяните, завареното население и от части от придошлите впоследствие племена, се формира българската народност. В терминологично отношение това означава постепенно налагане на народностното име „българи“. Като следват римския модел за еквивалентност между държава и народност, всички етнически елементи в българската държава започват да се наричат българи. Така населението на последната ѝ издънка – Самуиловата държава, се определя еднозначно като българско. Попаднала след своето утвърждаването под чужда власт, българската народност се лишава от един от основните етнообразуващи фактори – държава. Тя обаче е получила вече достатъчно вътрешна сила и устойчивост, за да може да продължи самостоятелното си съществуване и при изменилите се и твърде неблагоприятни за нейното развитие обстоятелства. По време на близо двувековното византийско владичество действа изградената вече „историческа памет“ на българите.

### Развитие на българската народност от Византийското владичество до Османското нашествие
След завладяването на Първата българска държава от Византия в началото на XI век на територията на страната отново се заселват компактни маси от ромеи. По това време старото население на полуострова започва да излиза от планинските си убежища. Когато през 1041 г. византийците отново завоюват Епир местно население започва да се появява все по-често под новото общо название „албанци“. По същото време и власите започват да се споменават по-често, и то все на юг от Дунава. Обстоятелството, че българите са живеели заедно с други балканци в обща държава (ромеи, албанци, сърби, власи), създавало условия за асимилационни процеси, които се осъществявали главно посредством смесени бракове. Благоприятен фактор за това смешение било и еднаквата християнска религия, която обединявала отделните етнически групи в рамките на Византийската империя. В резултат се срещат етнически наименования от рода на българоалбановлах и сърбоалбанобългаровлах. По това време религията играе както обединителна, така и диференцираща роля, особено след разпространението на павликянството и богомилството, чиито последователи изграждат обособени общности. През този период е и последната миграционна вълна от Великото преселение на народите – на куманите, които се установяват във Влашката равнина. Многократно преминават Дунава с набези към българските земи, като периодично нападат и Унгария. За да защити югоизточните си граници от тях, унгарският крал Геза II кани в Трансилвания немски заселници, известни по-късно като саси. С тях етническата мозайка на полуострова става още по-пъстра. Следи от присъствието на сасите има на места из България, където те са работели като рудари. По това време куманите имат съществена роля при възстановяването и управлението на Второто българско царство, определяно от някои като влахо-българско. В края на ХІІ век куманската династия на Асеневците полага неговото начало. С предполагаеми кумански корени са и династиите Тертеровци и Шишмановци.

### Упадък
След падането на България под османска власт населението загубва отново своите национални църква и държава. То е подложено на продължителна асимилация. В резултат народът започва постепенно да губи етническата си идентичност. В Османската империя решаваща е ролята на религията, а не тази на народността и езика, като от всички православни общности през XV век се формира т.нар. рум миллет под върховенството на Цариградската патриаршия. Приелите исляма българи се присъединяват към ислямския милет под върховенството на Османския халифат.